# Daichi Tagami
Daichi Tagami (født 16. juni 1993) er en japansk fodboldspiller, som spiller for den japanske fodboldklub Kashiwa Reysol.